# Domecy-sur-Cure
Domecy-sur-Cure là một xã của Pháp,tọa lạc ở tỉnh Yonne trong vùng Bourgogne.
Xã này có diện tích 20,57 km2, dân số năm 1999 là 450 người.

## Biến động dân số
| Năm | 1962 | 1968 | 1975 | 1982 | 1990 | 1999 |
| --- | ---- | ---- | ---- | ---- | ---- | ---- |
| Dân số | 401  | 446  | 386  | 481  | 500  | 450  |
| From the year 1962 on: No double counting—residents of multiple communes (e.g. students and military personnel) are counted only once. |      |      |      |      |      |      |